# Водонга
Водонга (англ. Wodonga) — місто в штаті Вікторія (Австралія).
Місто Водонга розташоване на південному березі річки Муррей. Через місто проходить шосе Г'юм, що з'єднує міста Мельбурн і Сідней, а також шосе Муррей-Валлі, яке йде долиною річки Муррей. Залізнична станція Водонга розташована на лініях Мельбурн-Олбері та Мельбурн-Сідней.
Річка Муррей відокремлює Водонгу від міста-близнюка Олбері в штаті Новий Південний Уельс. Разом ці два міста утворюють міський район з населенням в 90 281 осіб. Місто знаходиться за 307,4 км від Мельбурна, столиці штату Вікторія, за 557,7 км від Сіднея, столиці штату Новий Південний Уельс, за 351,7 км від Канберри, столиці Австралії, і за 153 км від міста Вагга-Вагга.

## Історія
Заснований як митний пост на кордоні двох колоній, аналогічно Олбері на іншій стороні річки Муррей. Місто виросло після відкриття першого моста через Муррей 1860 року. Спочатку місто називалося Водонга, пізніше назва була змінена на Белвойр, а потім повернули назву Водонга.
Перше поштове відділення відкрито 1 червня 1856 роки як поштове відділення Белвойр, 26 липня 1869 року назву змінили на сучасну.

## Промисловість
Основні галузі промисловості, розташовані у Водонзі, включають в себе центр матеріально-технічного постачання, ринок великої рогатої худоби, завод з виробництва кормів для домашніх тварин (Mars, Incorporated), завод з виробництва картонних коробок (Visy Board), завод з виробництва гідравлічних шлангів, бойню і ливарний цех (Bradken Limited), а також безліч інших невеликих підприємств.
У місті знаходиться штаб-квартира австралійської філії корпорації Mars Corp, а також центр логістики і навчальний центр австралійської армії.

## Освіта
У місті знаходиться Інститут TAFE і кампус університету Ла-Троб, який був заснований 1991 року і надає освіту в галузі охорони здоров'я, біології та бізнесу.

## Клімат
Водонга знаходиться в зоні вологого субтропічного клімату (Cfa за класифікацією кліматів Кеппена).
| Клімат Водонгі                                                  | Клімат Водонгі | Клімат Водонгі | Клімат Водонгі | Клімат Водонгі | Клімат Водонгі | Клімат Водонгі | Клімат Водонгі | Клімат Водонгі | Клімат Водонгі | Клімат Водонгі | Клімат Водонгі | Клімат Водонгі | Клімат Водонгі |
| Показник                                                        | Січ.           | Лют.           | Бер.           | Квіт.          | Трав.          | Черв.          | Лип.           | Серп.          | Вер.           | Жовт.          | Лист.          | Груд.          | Рік            |
| Абсолютний максимум, °C                                         | 44,1           | 45,4           | 38,8           | 31,6           | 25,4           | 22,9           | 22,1           | 21,9           | 28,3           | 32,8           | 39,4           | 41,1           | 45,4           |
| Середній максимум, °C                                           | 31,8           | 31,2           | 28,1           | 22,9           | 16,8           | 14,1           | 12,6           | 14,7           | 18,0           | 21,5           | 25,5           | 28,6           | 22,2           |
| Середній мінімум, °C                                            | 15,2           | 15,3           | 12,7           | 9,0            | 5,6            | 4,1            | 3,1            | 4,2            | 5,7            | 8,5            | 10,4           | 13,2           | 8,9            |
| Абсолютний мінімум, °C                                          | 7,6            | 6,6            | 3,5            | 1,9            | −1,8           | −3,2           | −3,9           | −2,4           | −1,8           | 0,6            | 1,6            | 5,3            | −3,9           |
| Норма опадів, мм                                                | 43.4           | 39.3           | 51.1           | 50.3           | 64.9           | 78.5           | 81.7           | 77.8           | 62.3           | 68.4           | 49.0           | 48.3           | 714.6          |
| Вологість повітря, %                                            | 30             | 32             | 37             | 44             | 58             | 64             | 65             | 59             | 51             | 48             | 39             | 34             | 47             |
| --------------------------------------------------------------- | -------------- | -------------- | -------------- | -------------- | -------------- | -------------- | -------------- | -------------- | -------------- | -------------- | -------------- | -------------- | -------------- |
| Джерело: Climate statistics for WODONGA / Bureau of Meteorology |                |                |                |                |                |                |                |                |                |                |                |                |                |

## Галерея

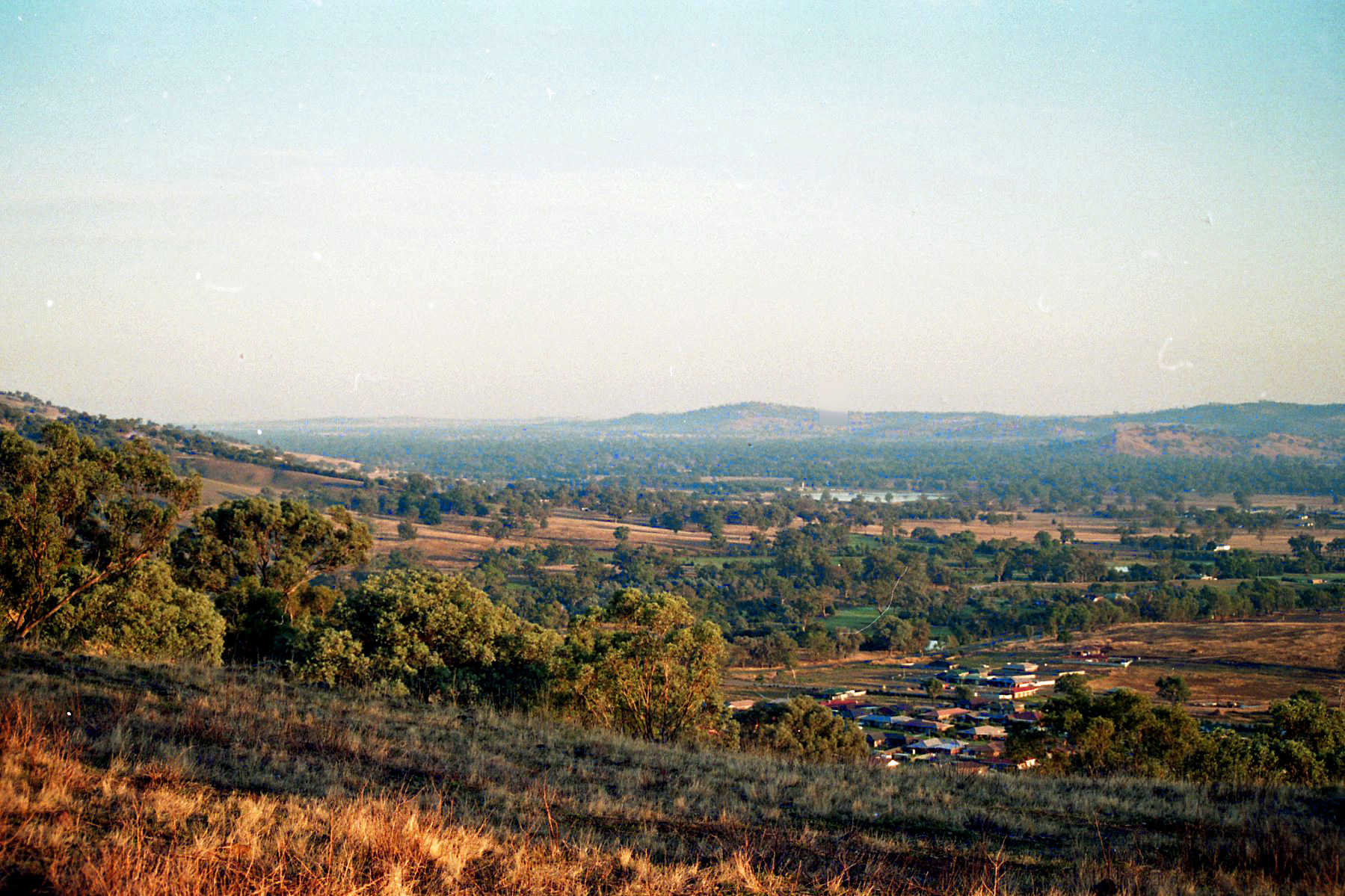
Вид на місто
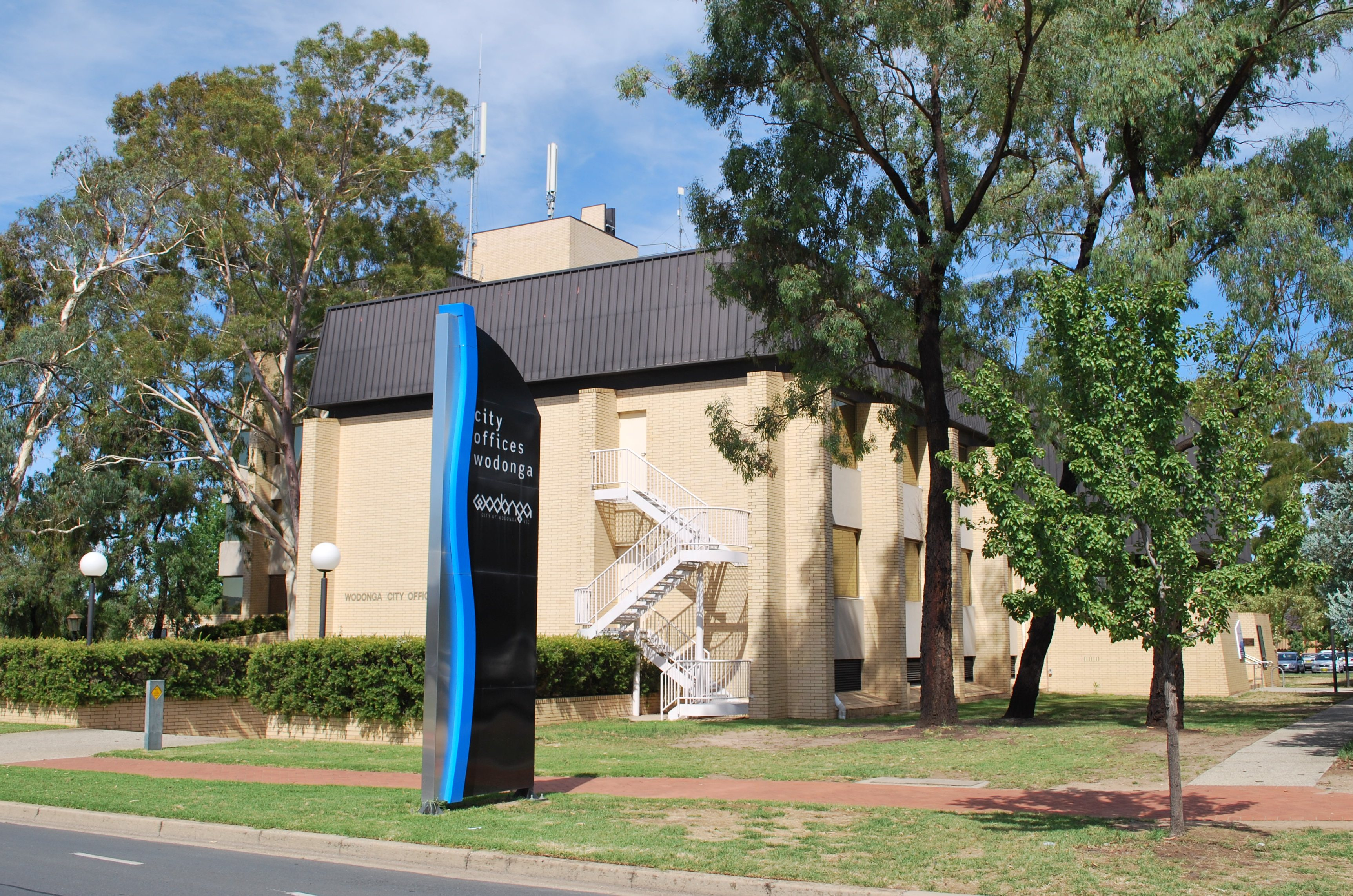
Мерія міста
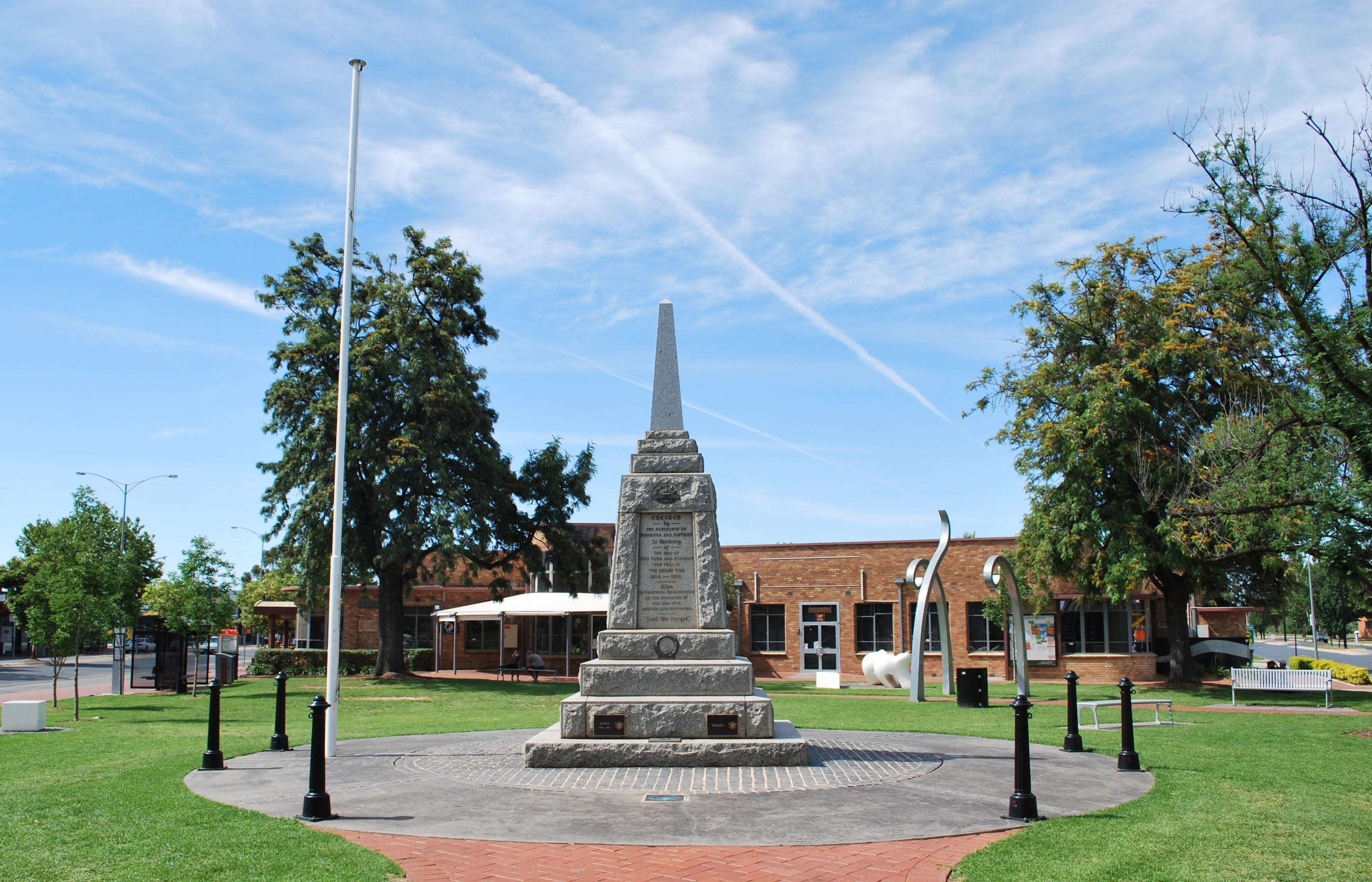
Військовий меморіал
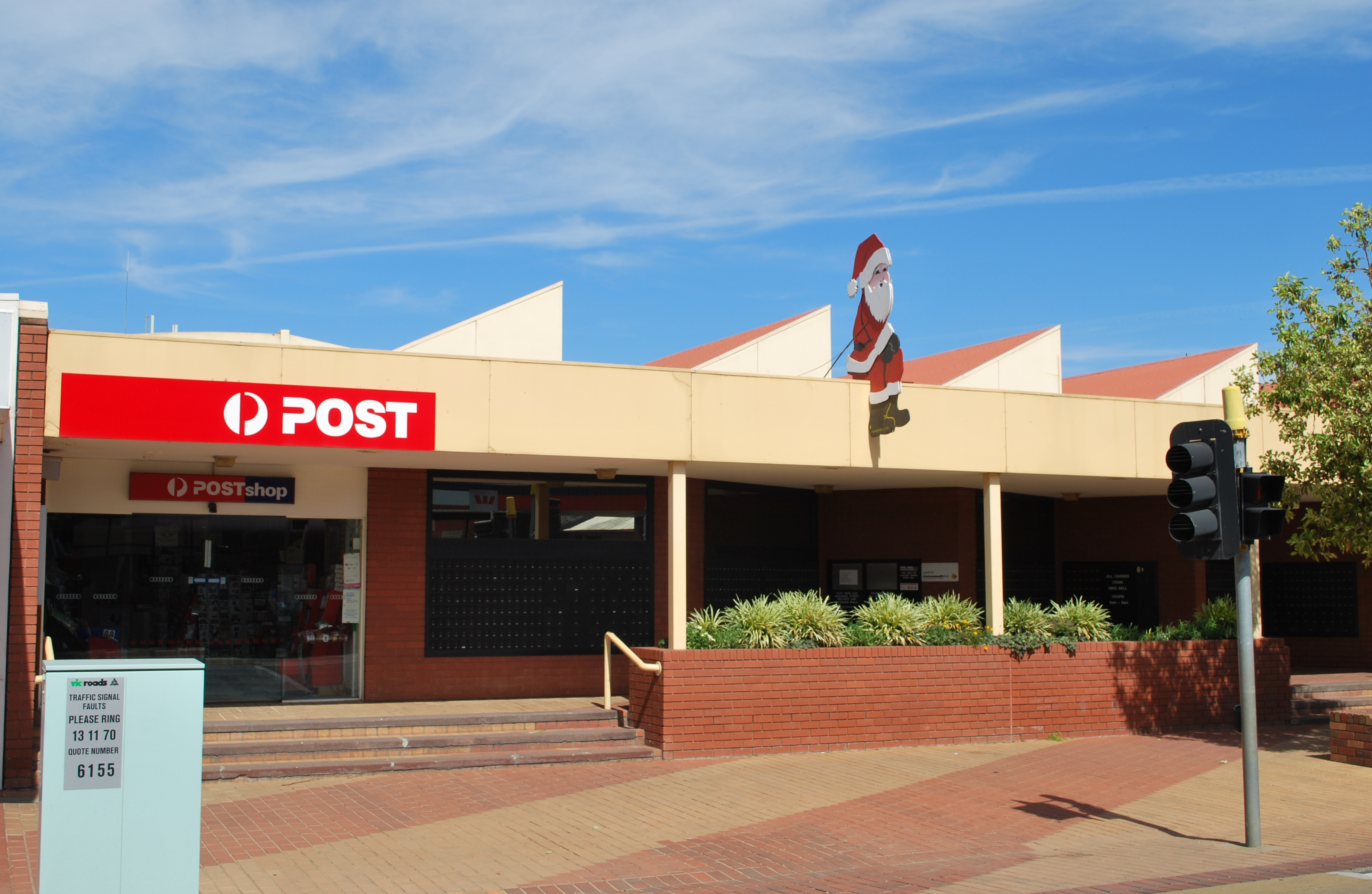
Пошта
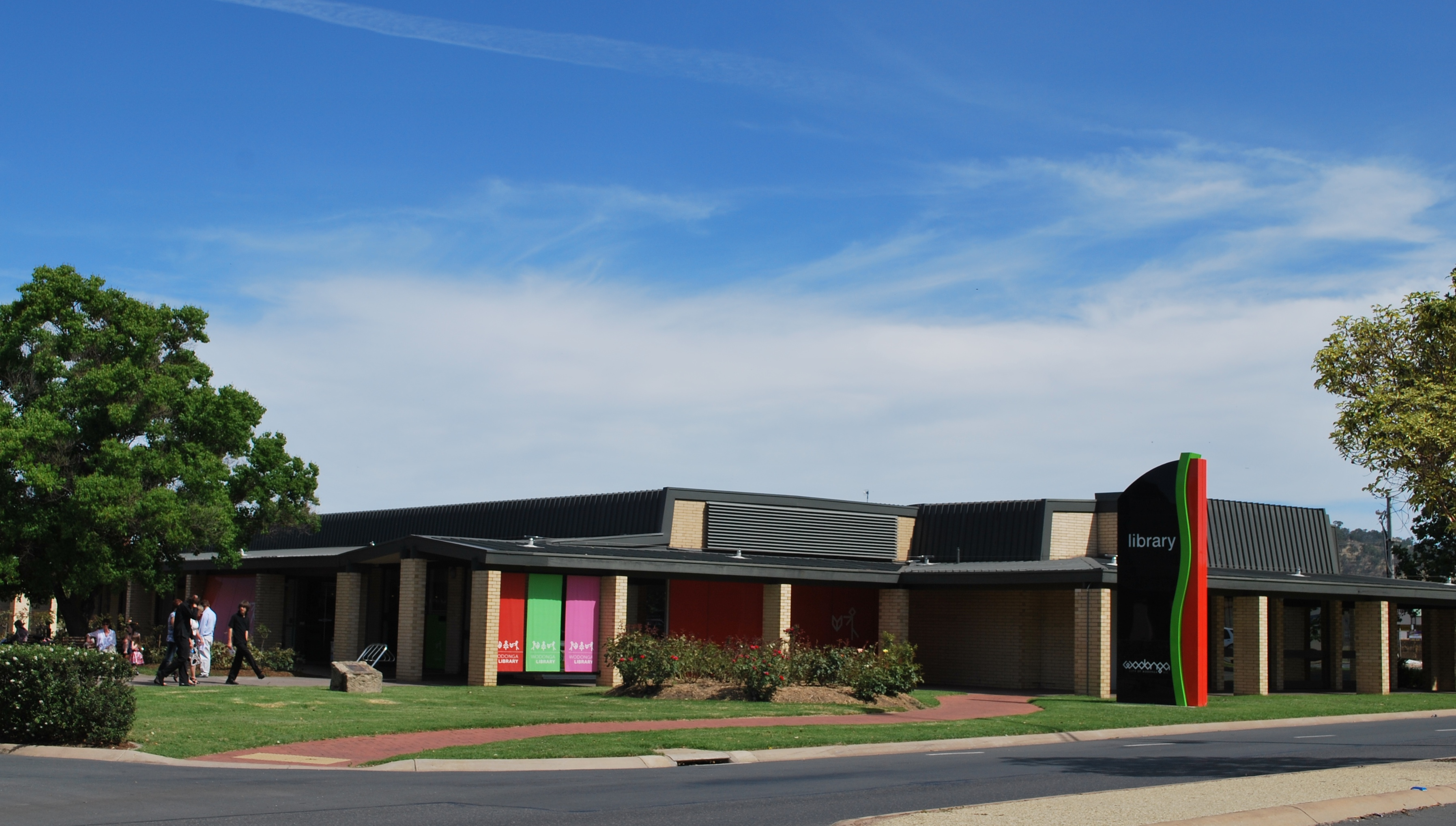
Бібліотека
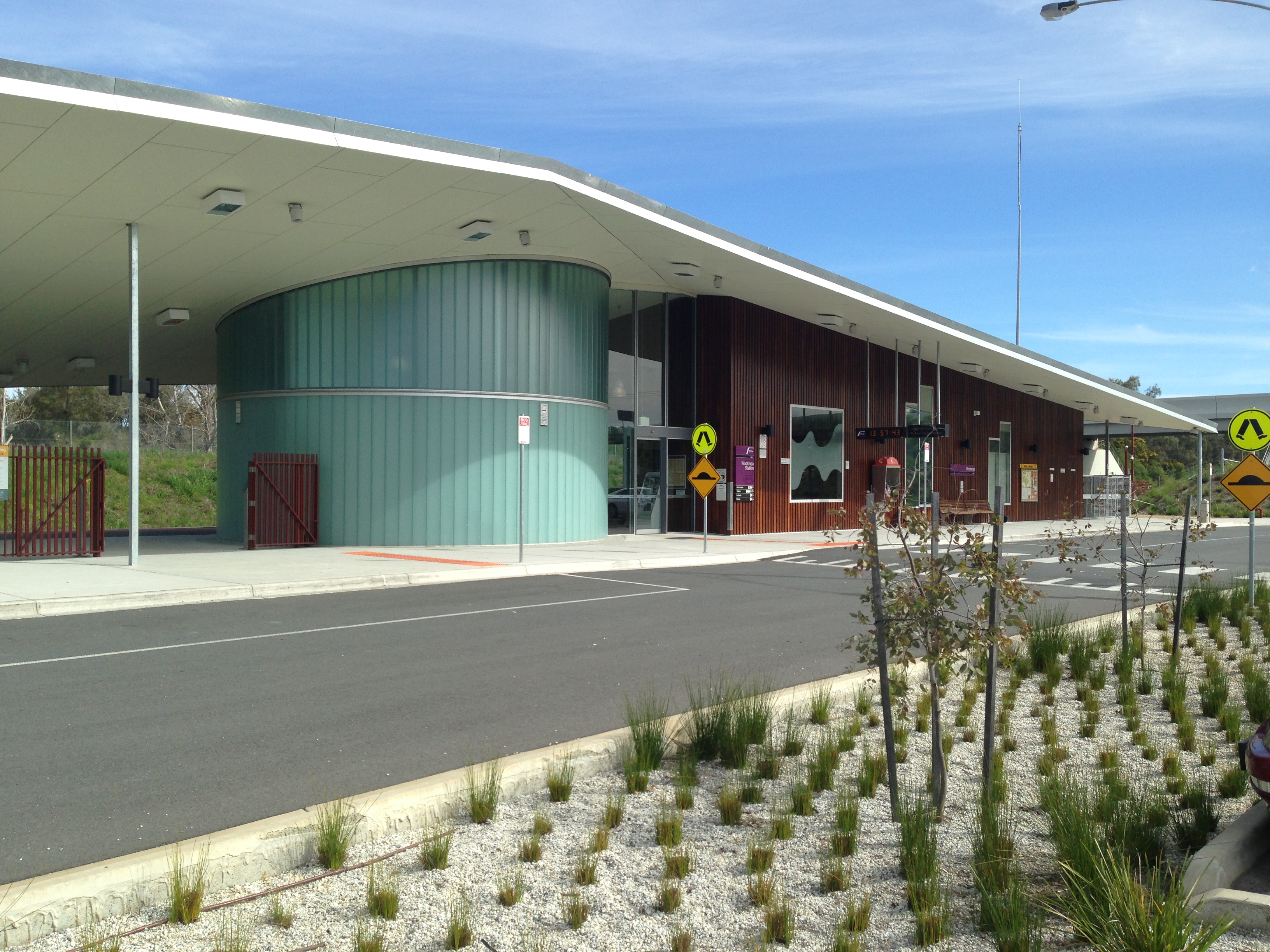
Залізнична станція
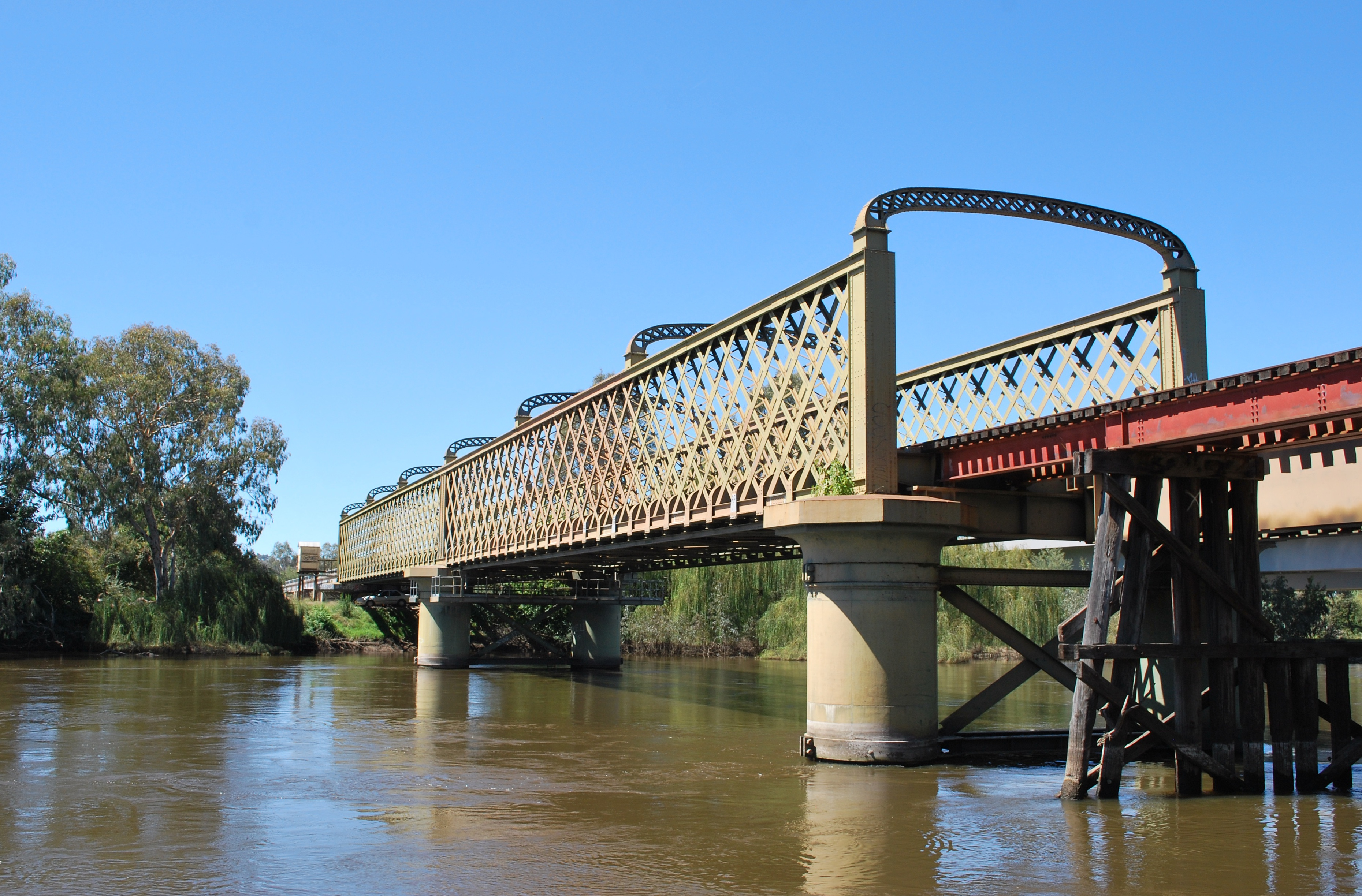
Залізничний міст через Муррей
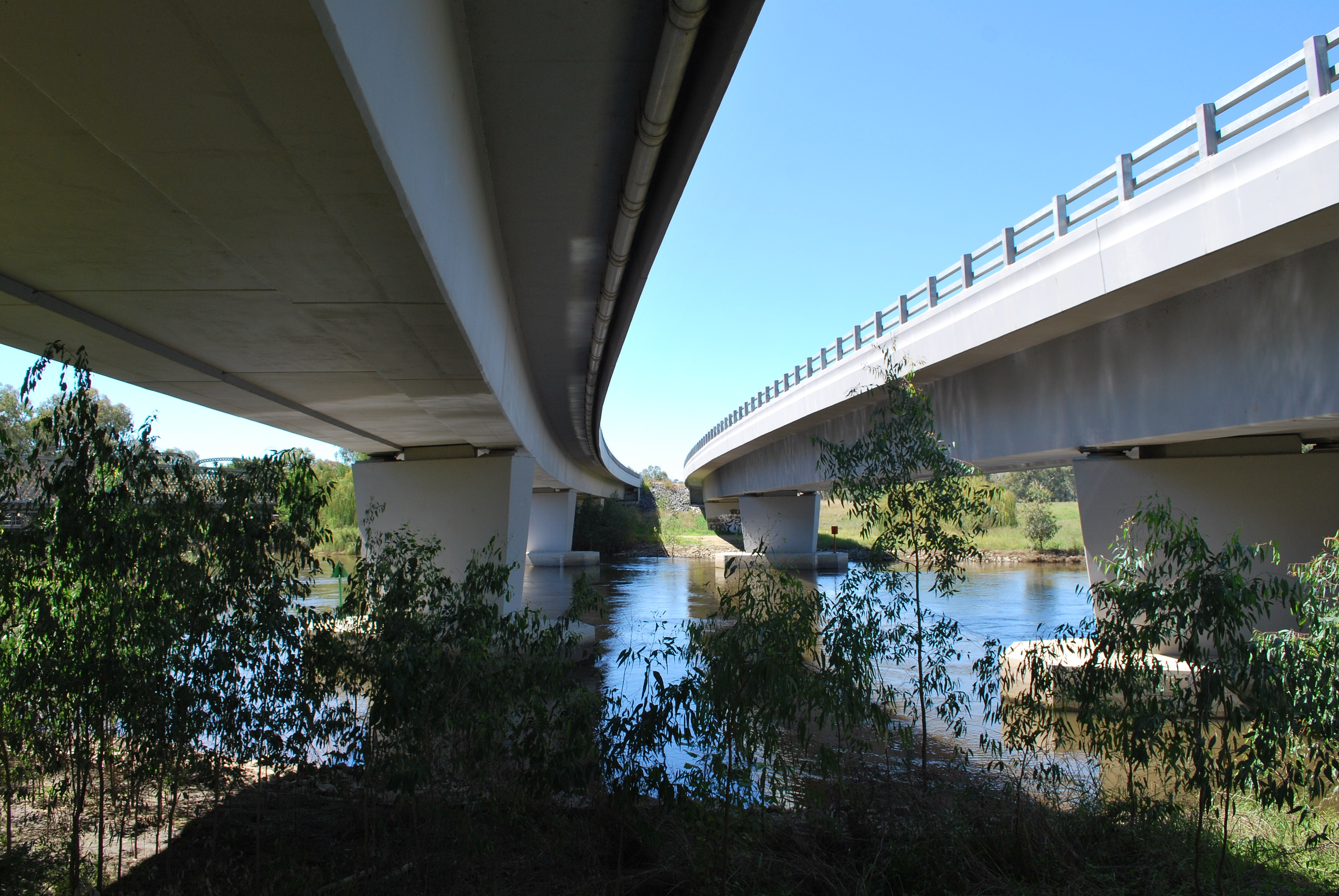
Автомобільний міст